# Deutsche Arbeitsgemeinschaft für Handtherapie
Die Deutsche Arbeitsgemeinschaft für Handtherapie e. V. (DAHTH) ist ein beim Amtsgericht Münster eingetragener Verein und hat ihren Sitz in Sendenhorst. Die Mitglieder sind Heilmittelerbringer aus Gesundheitsfachberufen wie Physiotherapie und Ergotherapie, sowie Mediziner mit dem Interessensschwerpunkt Handchirurgie und Handtherapie. Die DAHTH ist als gemeinnützig anerkannt und offizieller Vertreter der Handtherapie für Deutschland. Die Anzahl der Mitglieder liegt aktuell bei über 700.

## Verband
Die Deutsche Arbeitsgemeinschaft für Handtherapie wurde am 6. Mai 1995 in München gegründet, um die Erforschung, Qualitätssicherung und Verbreitung der Handtherapie zu fördern. Die Handtherapie zielt auf die Wiederherstellung der Funktionen der Hand im Rahmen von angeborenen (Dysmelie), traumatischen oder degenerativen Erkrankungen der oberen Extremität/Arm ab. Die DAHTH e. V. ist ordentliches Mitglied der „European Federation of Societies for Hand Therapy (EFSHT)“ und der internationalen Gesellschaft für Handtherapie (IFSHT) und somit offizieller Vertreter der Handtherapie Deutschlands in den internationalen Fachgesellschaften. Kooperationen bestehen zudem zu den Fachverbänden in Österreich (Österreichische Gesellschaft für Handtherapie, ÖGHT) und der Schweiz (Schweizerische Gesellschaft für Handrehabilitation, SGHR).
Der Verband übernimmt die Interessensvertretung seiner Mitglieder besonders in den nationalen und internationalen Fachverbänden, sowie gegenüber Versicherungsträgern.

## Ziele
Der Verein hat das Ziel die Erforschung, Standardisierung, Weiterentwicklung und Verbreitung der Handtherapie in Deutschland auf höchstem Niveau zu fördern und langfristig zu etablieren. Dies erfolgt auf der Grundlage des bio-psycho-sozialen Modells der funktionellen Gesundheit ICF International Classification of Functioning, Disability and Health. Gemeinsam mit der Deutschen Gesellschaft für Handchirurgie, DGH werden evidenzbasierte medizinische Leitlinien entworfen und umgesetzt. Zudem unterstützt bzw. beteiligt sie sich an der Entwicklung bzw. Verbreitung von Forschungsvorhaben und bietet im Rahmen der Fachzeitschrift bzw. Kongresse eine Plattform Forschungsergebnisse zu veröffentlichen. Seit 2006 wird in enger Kooperation mit der DGH jährlich ein gemeinsamer Fachkongress ausgerichtet.
Neben der Möglichkeit die Zusatzqualifikation zum Handtherapeuten DAHTH zu erlangen, gibt es nahezu in jedem Bundesland DAHTH-Regionalgruppen, die zu einer flächendeckenden Qualitätssicherung beitragen. Dies erfolgt z. B. über Workshops, fachspezifische Diskussionen, Planung von Therapiestudien und Besprechung von Fachliteratur. Die DAHTH erteilt zudem die Zulassung von Einrichtungen mit spezieller handtherapeutischer Kompetenz als „Handtherapeutische Schwerpunktpraxis“ bzw. „Handtherapeutische Fachabteilung“. Dazu müssen nach einem strengen Kriterienkatalog mind. 1500 Behandlungen von Patienten mit Handverletzungen pro Jahr nachgewiesen werden, sowie die enge Zusammenarbeit mit mindestens einem Handchirurgen. Auf der Vereinswebsite gibt es zudem eine Landkarte für Patienten und Mediziner auf der Handtherapeuten, Praxen und Fachabteilungen, die nach den Kriterien der DAHTH praktizieren, gelistet sind.
Die halbjährlich erscheinende „Zeitschrift für Handtherapie“ dient darüber hinaus der Vermittlung von fachspezifischem Wissen, sowie von aktuellen Vereinsnachrichten. Sie ist im Mitgliedsbeitrag enthalten. Weitere Informationen in Form von Faltblättern wurden zu den Themen „Weiterbildung Handtherapeut DAHTH“ erstellt, sowie zu Aufgaben und Zielen der DAHTH in Deutsch und Englisch. Als Mitglied der EFSHT erhält die DAHTH vierteljährlich die englischsprachige Zeitschrift „Hand Therapy“, in der aktuelle evidenzbasierte Studien im Gebiet der Handtherapie veröffentlicht werden. Neben dem ehrenamtlich tätigen Hauptvorstand sind verschiedene Gremien in den Bereichen Weiterbildung, Öffentlichkeitsarbeit, Kongresse, internationale Kontakte und Leitlinien tätig. Als wesentliche Aufgabe sieht die DAHTH zudem den interdisziplinären Austausch von Ärzten und Therapeuten im In- und Ausland. Dazu zählt auch die Vermittlung von Hospitationsstellen.

## Geschichte

### Verein
Am 6. Mai 1995 haben 23 Ergotherapeuten, Physiotherapeuten und Ärzte mit speziellem Interesse in der Handtherapie die Deutsche Arbeitsgemeinschaft für Handtherapie e. V. in München gegründet.

### Weiterbildung
Die Weiterbildung „Handtherapeut DAHTH“ wurde seit 2001 in enger Kooperation mit der DGH und der EFSHT sowie in Zusammenarbeit mit dem Berufsverband der Ergotherapeuten „Deutscher Verband für Ergotherapeuten e. V.“ entwickelt. Diese Zusatzqualifikation findet für Physio- und Ergotherapeuten berufsbegleitend statt und umfasst 420 Unterrichtseinheiten in 12 fachspezifische Module untergliedert. Nach mindestens 4 Jahren Berufserfahrung (davon 2 Jahre in der spezialisierten Handtherapie) und erfolgreichem Abschluss aller Module erfolgt ein abschließendes Examen. Mit der Verleihung der Urkunde ist der Therapeut berechtigt den Titel „Handtherapeut DAHTH“ zu tragen. Die nationale Prüfung „Handtherapeut DAHTH“ ist die einzige von internationalen Dachverbänden anerkannte Ausbildung zum Handtherapeuten in Deutschland und Zugangsvoraussetzung zum Erwerb des „European Certified Hand Therapist“, ECHT.
Die Weiterbildung setzt sich aus folgenden Bereichen zusammen:
Fachübergreifendes Wissen (z. B. Evidenzbasierte Therapie), fachspezifisches Wissen (z. B. Medizinisch-therapeutische Grundlagen) und praktische Anwendung (z. B. Schienenbau, manuelle Mobilisation).

### Zeitschrift
Die wissenschaftlich medizinische Fachzeitschrift erscheint jeweils im Wechsel als allgemeines und spezielles Themenheft. Bisher erschienene Sonderhefte sind u. a.:
- 2010 Jahrgang 13, Heft 2 Sonderheft Re- und Transplantation
- 2011 Jahrgang 14, Heft 2 Sonderheft Musikermedizin, fokale Dystonie
- 2012 Jahrgang 15, Heft 1 Sonderheft CRPS Komplexes regionales Schmerzsyndrom
- 2013 Jahrgang 16, Heft 2 Sonderheft Nerven
- 2014 Jahrgang 17, Heft 2 Sonderheft Endoprothese, Gelenkersatz an der Hand
- 2015 Jahrgang 18, Heft 2 Hand Therapy der EFSHT
- 2017 Jahrgang 20, Heft 2 Sonderheft Das Handgelenk
- 2018 Jahrgang 21, Heft 1 Sonderheft Schwere Handverletzung und Prothetik
- 2019 Jahrgang 22, Heft 1 Sonderheft Beugesehnen
- 2020 Jahrgang 23, Heft 1 Sonderheft CRPS
- 2021 Jahrgang 24, Heft 1 Sonderheft Rheuma
- 2022 Jahrgang 25, Heft 1 Sonderheft Frakturen am Handgelenk
- 2023 Jahrgang 26, Heft 1 Sonderheft Fingerfrakturen
- 2024 Jahrgang 27, Heft 1 Allgemeines Themenheft Medical Flossing, Prothetik

Seit 2010 sind alle Titel auch auf der Seite der EFSHT einsehbar.

### Jahrestagung
Seit 1996 richtet die DAHTH e. V. jedes Jahr einen mehrtägigen Fachkongress aus.
- 1995 Vereinsgründung
- 1996–1999 Ausrichtung der 1.–4. Jahrestagung in Erlangen
- 2000 5. Jahrestagung in München
- 2001 1. DAHTH-Seminartage Sendenhorst/Münster
- 2001 1. Dreiländer-Kongress (D,CH,F) in Straßburg/Frankreich (6. Jahrestagung)
- 2002 7. Jahrestagung Münster
- 2003 2. DAHTH-Seminartage Sendenhorst/Münster
- 2003 8. Jahrestagung Friedrichshafen: Gemeinschaftstagung mit dem Biberacher Arbeitskreis Handtherapie
- 2004 9. Jahrestagung Bad Neustadt/Saale
- 2004 2. Dreiländer-Kongress (D,CH,F) in Basel/CH
- 2005 3. DAHTH-Seminartage Mönchengladbach
- 2005 10. Jahrestagung in Jena

Seit 2006 jährliche Ausrichtung der Fachtagung gemeinsam mit der Deutschen Gesellschaft für Handchirurgie, DGH.
- 2006 11. Jahrestagung in Heidelberg
- 2007 12. Jahrestagung in Berlin
- 2008 13. Jahrestagung in Hamburg
- 2009 14. Jahrestagung in Tübingen
- 2010 15. Jahrestagung in Nürnberg
- 2011 16. Jahrestagung in Bonn
- 2012 17. Jahrestagung in Lübeck
- 2013 18. Jahrestagung in Düsseldorf
- 2014 19. Jahrestagung in Baden-Baden
- 2015 20. Jahrestagung in Ludwigsburg
- 2016 21. Jahrestagung in Frankfurt am Main
- 2017 22. Jahrestagung in München
- 2018 23. Jahrestagung in Mannheim
- 2019 24. Jahrestagung in Berlin / Ausrichtung des 11. Welthandkongresses für die IFSHT in Berlin (Triennial Congress of IFSHT and IFSSH)
- 2020 25. Jahrestagung in Münster
- 2021 26. Jahrestagung in Münster
- 2022 27. Jahrestagung in Garmisch-Partenkirchen
- 2023 28. Jahrestagung in Leipzig
- 2024 29. Jahrestagung in Hannover
- 2025 30. Jahrestagung in Würzburg
- 2026 31. Jahrestagung in Bremen